# گوش لب‌سیاه دریا
گوش لب‌سیاه دریا (نام علمی: Haliotis rubra) نام یک گونه از سرده گوش دریا است.